# Tratado de Bucareste (1886)

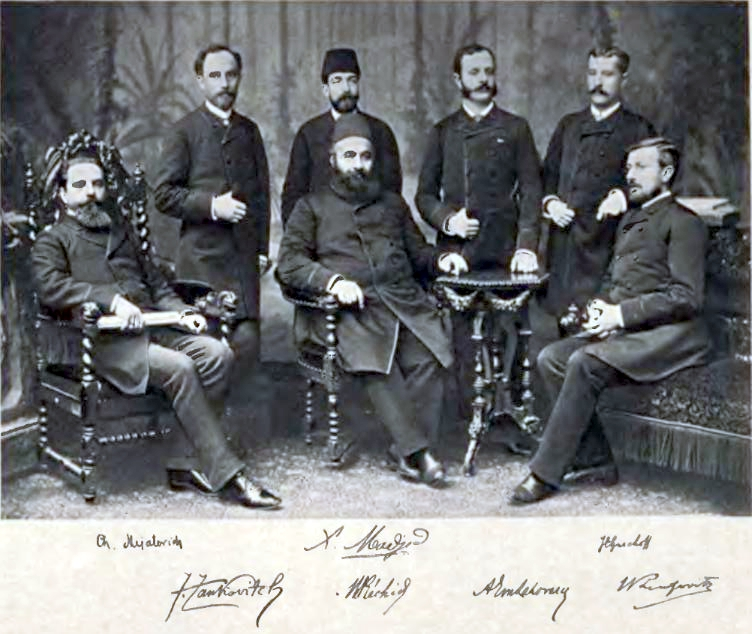
Signatários do Tratado de Bucareste

O Tratado de Bucareste foi assinado entre o Reino da Sérvia e o Principado da Bulgária em 3 de março  [Calend. juliano: 19 de fevereiro] 1886 em Bucareste (capital da Romênia), marcando o fim da Guerra Servo-Búlgara. O tratado continha um único artigo, afirmando que a paz entre os dois países foi restaurada.  O tratado abriu o caminho para o imperativo político pelo qual somente o príncipe búlgaro poderia ser governador da Rumélia Oriental.[carece de fontes?]